# Хвостокол червоний
Хвостокол червоний (Dasyatis akajei) — скат з роду Хвостокол родини Хвостоколові. Інша назва «японський хвостокол».

## Опис
Загальна довжина коливається від 1 до 2 м, завширшки цей скат до 66 см при вазі до 10,5 кг. Морда трикутна. Грудні плавці утворюють форму на кшталт ромбу. Очі маленькі, підняті догори. Бризкальці розташовані поза очима. Бризкальці удвічі більші за очі. Між ніздрями розташована товста складка шкіри. У самців зуби загнуті назад, у самиць — зуби тупі. тулуб кремезний, у дорослого ската присутні невеликі шипи поміж очей та по середині спини. Хвіст довгий у 1,5 рази більші за тулуб, батогоподібний.
Забарвлення спини світло-коричневе. Шкіра жовта або помаранчева перед очима, за дихальцем, навколо краю диска, з боків біля основи хвоста. хвіст на кінчику чорний. Черево білувате з помаранчево-червоними плямами.

## Спосіб життя
Тримається мілини, прибережних районів. Живиться ракоподібними, дрібними кістковими рибами, зокрема івасі, кільчастими черв'яками, інколи молюсками.
Статева зрілість у самців настає при розмірі диска у 35-40 см завширшки, у самиць — 50-55 см. Це яйцеживородний скат. Самиця народжує 1-10 дитинчат.

## Стосунки з людиною
Хвіст наділений отруйними шипами, які можуть бути небезпечні для людини. У давнину племена айнів на півночі Японії застосовували ці шипи проти ворогів. Наносить шкоду вживаючи риби у тенетах, тралах.
Водночас м'ясо цього ската вживається у Китаї, Кореї та Японії. В останній з нього готують суп місо та камабоко.

## Розповсюдження
Мешкає в Японському морі (біля Японії та Корейського півострова), також уздовж узбережжя Китаю та Тайваню. Деякі особини зустрічаються у Приморському краї Росії, Таїланді, Філіппінах, Фіджі та Тувалу.